# Perperek Knoll
Perperek Knoll är en kulle i Antarktis. Den ligger i Sydshetlandsöarna. Argentina, Chile och Storbritannien gör anspråk på området. Toppen på Perperek Knoll är 360 meter över havet.
Terrängen runt Perperek Knoll är kuperad åt nordväst, men åt sydost är den platt. Havet är nära Perperek Knoll åt sydost. Trakten är glest befolkad. Närmaste befolkade plats är St. Kliment Ohridski Base, 14,7 kilometer sydväst om Perperek Knoll. 